# 资本利得
資本利得是投資術語，意即以低買高賣的方式，賺取差價來取得利益的一種投資方式，即「錢滾錢」。以不動產來說，假設某人以100萬美元買了一棟房子，將其以200萬美元的價錢賣出。這過程當中这个人因為差價而賺取了100萬美元，這種投資方式就稱為「資本利得」。同樣的方式也可以使用在有價證券（股票、共用基金）、原物料（黃金、石油）等投資案中。
另一個與其相對比的投資方式叫「現金流」（大錢生小錢）。典型的例子：假設某人購買了一棟房子，將其承租出去，並且每個月賺取房客的房租，這樣的投資方式就被稱為「現金流」。